# Sabrina (film 1995)
Sabrina – amerykańsko-niemiecka komedia romantyczna z 1995 roku w reżyserii Sydneya Pollacka, zrealizowana na podstawie sztuki Samuela A. Taylora. Remake klasycznego hollywoodzkiego filmu z 1954 roku w reżyserii Billy’ego Wildera. Zdjęcia kręcono w Nowym Jorku i Paryżu.

## Główne role
- Harrison Ford jako Linus Larrabee
- Julia Ormond jako Sabrina Fairchild
- Greg Kinnear jako David Larrabee
- Nancy Marchand jako Maude Larrabee
- John Wood jako Tom Fairchild
- Richard Crenna jako Patrick Tyson
- Angie Dickinson jako pani Ingrid Tyson
- Lauren Holly jako dr Elizabeth Tyson

i inni

## Opis fabuły
Sabrina Fairchild jest córką szofera państwa Larrabee. Zakochała się w Davidzie, synu państwa Larrabee, ale z powodu nieatrakcyjności nie ma u niego szans. Za wstawiennictwem pani Larrabee trafia do Paryża na staż dla „Vogue” jako asystentka fotografa. Po dwóch latach wraca odmieniona. Natychmiast wpada w oko Davidowi, który waha się nad poślubieniem swojej narzeczonej. To może pokrzyżować plany finansowe Linusa. Ten postanawia odciągnąć uwagę Sabriny od Davida.

## Nagrody i nominacje
Oscary za rok 1995
- Najlepsza muzyka w komedii lub musicalu - John Williams (nominacja)
- Najlepsza piosenka - Moonlight - muz. John Williams; sł. Alan Bergman, Marilyn Bergman (nominacja)

Złote Globy 1995
- Najlepsza komedia lub musical (nominacja)
- Najlepszy aktor w komedii lub musicalu - Harrison Ford (nominacja)
- Najlepsza piosenka - Moonlight - muz. John Williams; sł. Alan Bergman, Marilyn Bergman (nominacja)